# Liste der Kulturdenkmäler in Nordhofen
In der Liste der Kulturdenkmäler in Nordhofen sind alle Kulturdenkmäler der rheinland-pfälzischen Ortsgemeinde Nordhofen aufgeführt. Grundlage ist die Denkmalliste des Landes Rheinland-Pfalz (Stand: 21. Dezember 2021).

## Einzeldenkmäler
| Bezeichnung              | Lage                | Baujahr | Beschreibung                                                             | Bild                           |
| ------------------------ | ------------------- | ------- | ------------------------------------------------------------------------ | ------------------------------ |
| Evangelische Pfarrkirche | Hauptstraße 10 Lage |         | romanischer Westturm, Zeltdach um 1840, romanisches Schiff, Chor um 1750 | weitere Bilder Fotos hochladen |